# Благој Давков
Благој Давков (21. јануар 1921. Скопље — 21. јануар 1943. Скопље ) био је машинбравар, комунистички активиста и учесник НОБ из Македоноје.

## Биографија
Благоја "Давката" рођен је у Скопљу, у радничкој породици. Након завршених два разреда гимназије, упркос великој жељи да настави школовање, био је приморан да изучи занат и постао бравар. Брзо се истакао као револуционарни радник, посебно у штрајковима металаца. Још као омладинац много је читао и био је један од најактивнијих посјетилаца састанака које је организовао Дане Крапчев са омладином из Дебра Маало.
Године 1938. радио је у фабрици "Папе Теодосија", када је постао члан синдиката УРС-а. Овдје је организовао и партијску организацију. У прољеће 1940. постао је члан Комунистичке партије Југославије (КПЈ), а од септембра исте године члан Мјесног комитета КПЈ у Скопљу. Био је иницијатор и организатор стварања већег броја партијских ћелија широм града. Непосредно прије рата био је у затвору и упркос тортури коју је тамо поднио, није ништа признао о свом комунистичком дјеловању. Послије капитулације Краљевине Југославије самоиницијативно је сакупљао оружје, између осталог и митраљез. Са својим друговима одлучио се на оружану борбу против окупатора.
Од јула 1941. био је члан диверзантске групе у оквиру Народноослободилачке војске Македоније. Као храбар, праведан и политички изграђен, био је вољен и поштован од својих другова. Након што је партијска организација доживјела "провалу" група је распуштена,а он напушта Скопље. 

Од 22. августа 1941. био је борац Првог скопског народноослободилачког партизанског одреда, а послије његовог расформирања постао је илегалац у Штипу, до маја 1942. године. У мају 1942. прелази у Велес, а затим у велешку партизанску јединицу „Димитар Влахов“. Одакле је са још једним пријатељем, по партијском задатку, послан у Велес. На путу за Лисиче (општина Чашка) налетјели су на полицијску заседу. На путу за полицијску станицу Благој успијева да побјегне. Једно вријеме је илегално живио у Велесу након чега се прикључује велешком одреду „Пере Тошев“ у септембау 1942. године. У борбама које је водио овај одред показао је велику храброст и одлучност. Посебно у нападу на полицијске станице, али и у другим акцијама које је водио овај одред.
У свим селима у која је одред улазио држао је говоре и био цијењен као убедљив агитатор. Октобра 1942. године са четом из одреда одлази на скопско поље, да се повеже са партизанима у Скопској Црној Гори. Илегално је боравио неколико дана у Скопљу, а затим је пребачен за Скопску Црну Гору, у Скопски партизански одред, са задатком да припреми терен за уједињење два одреда. Након извршеног задатка вратио се у Скопље. До краја октобра 1942. био је члан Велешког НОПО „Димитар Влахов“, а потом прелази у Други скопски НОПО (октобар-децембар 1942).

## Хапшење и смрт
Јануара 1943. пао је у руке полиције фашистичке Бугарске. И поред свих мучења, држао се храбро. Пошто је 9. маја 1942. године у одсуству осуђен на смрт вјешањем, суђење му није поновљено. Био је затворен у такозваној ћелији смрти у скопском затвору. Када су га 21. јануара 1943. одвели на вешала, његови последњи повици били су: Живела КПЈ и Народноослободилачка борба! Доле крвници народа! Доћи ће време да вам народ суди за све ваше злочине!. Потом га је бугарска полиција претукла и објесила док је био у несвјести. Објешен је на свој 22. рођендан.